# Felix Scheffler

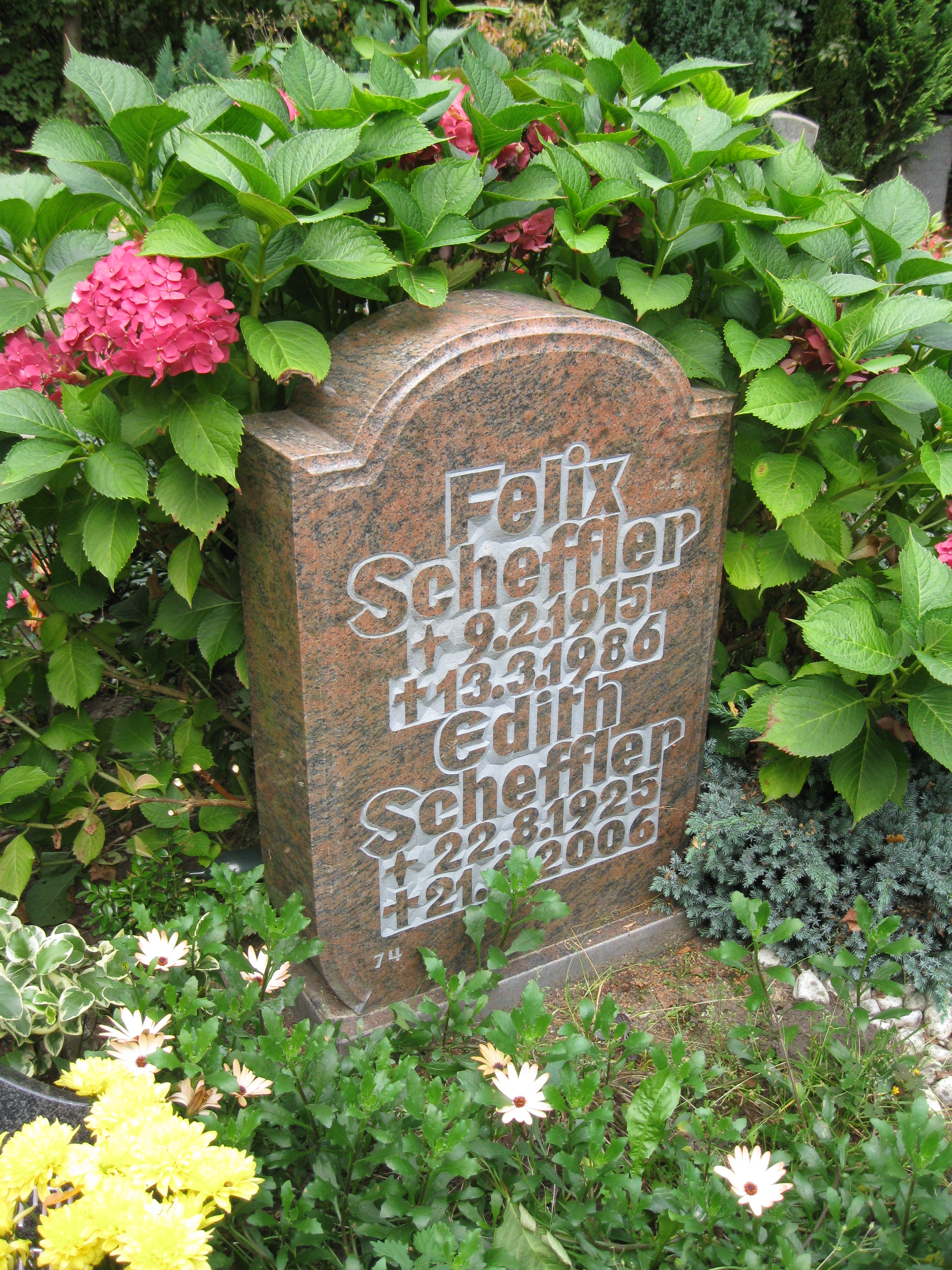
Grab Schefflers in Rostock

Felix Scheffler (* 9. Februar 1915 in Hamburg; † 13. März 1986 in Rostock) war ein deutscher Marineoffizier, zuletzt Konteradmiral und erster Chef der Volksmarine.

## Leben
Felix Scheffler entstammte der Familie eines kaufmännischen Angestellten. Nach dem Abschluss der Mittelschule absolvierte er von 1930 bis 1933 eine Ausbildung zum Drogisten in Altona a.d.Elbe.
1932/33 war er Mitglied der SA. Von 1933 bis 1937 fuhr er als Schiffsjunge und Steward auf Schiffen der Hapag-Reederei. Von 1937 bis 1941 diente er der Wehrmacht als Unteroffizier. Von 1941 bis 1947 befand er sich in sowjetischer Kriegsgefangenschaft, in der er in den ersten beiden Jahren als Holzfahrer, Heizer und Sanitäter in verschiedenen Kriegsgefangenenlagern beschäftigt wurde.
1942 wurde er Mitglied des Antifa-Komitees im Lager Jelabuga. 1943 gehörte er zu den Mitbegründern des NKFD. 1943/44 war er an der Zentralen Antifa-Schule in Krasnogorsk. 1944 unterstützte er Partisanen im Gefechtsraum der 1. Belorussischen Front. Nach einem Lazarettaufenthalt wurde er 1945 vom NKWD im Gebiet Vilnius eingesetzt. 1946 war er auf einer Antifaschule in Noginsk, danach wurde er Leiter des Antifa-Aktivs an der Zentralen Antifa-Schule.
Im November 1947 kehrte Scheffler zurück nach Deutschland. 1948 wurde er Mitglied der Demokratischen Bauernpartei Deutschlands (DBD) und war bis 1950 Organisationssekretär der DBD. Am 16. Mai 1949 wurde er in den Deutschen Volkskongress gewählt, der am 30. Mai 1949 den neuen Deutschen Volksrat einsetzte, der sich am 7. Oktober 1949 zunächst als Provisorische Volkskammer der DDR konstituierte. Scheffler war bis 1950 als Mitglied der DBD-Fraktion im außenpolitischen Ausschuss der Volkskammer tätig.
Im Februar 1950 wurde er Angehöriger der Deutschen Volkspolizei (DVP) und gleichzeitig Mitglied der Sozialistischen Einheitspartei Deutschlands (SED). In der Hauptverwaltung Seepolizei war er zunächst Polit-Kultur-Offizier, dann als Chefinspekteur Chef des Stabes. 1950 bis 1954 war er stellvertretender Leiter der Volkspolizei See. 1952 wurde er zum Konteradmiral ernannt. 1955 übernahm er die Leitungsfunktion als Chef der Volkspolizei See als Nachfolger von Waldemar Verner und 1956 mit Bildung der NVA die Leitung der Seestreitkräfte. Von 1957 bis 1959 besuchte er Kurse an der Seekriegsakademie der Sowjetunion. Anschließend war er Stellvertreter des Chefs der Seestreitkräfte für Ausbildung, dann für Technik und ab 1964 als Nachfolger von Fregattenkapitän Willi Winkler Leiter der Rückwärtigen Dienste.
Nach einem Politbüro-Beschluss der SED musste Konteradmiral Scheffler als einziger Vertreter der NVA-Generalität im Mai 1959 seinen Dienst als Matrose auf einem Küstenschutzschiff leisten.
Nach seinem Ruhestand 1975 war er Mitglied des Bezirkskomitees der Antifaschistischen Widerstandskämpfer in Rostock.

## Auszeichnungen
- 1964 Vaterländischer Verdienstorden
- 1970 Orden des Vaterländischen Krieges
- 1975 Medaille „30. Jahrestag des Sieges im Großen Vaterländischen Krieg 1941–1945“
- 1985 Ehrenspange zum VVO in Gold[4]
- 1985 Medaille „40. Jahrestag des Sieges im Großen Vaterländischen Krieg 1941–1945“[5]